# Éric Abidal
Éric Sylvain Abidal (Lyon, 11 de setembro de 1979) é um ex-futebolista francês que atuava como lateral-esquerdo ou zagueiro.

## Carreira como jogador

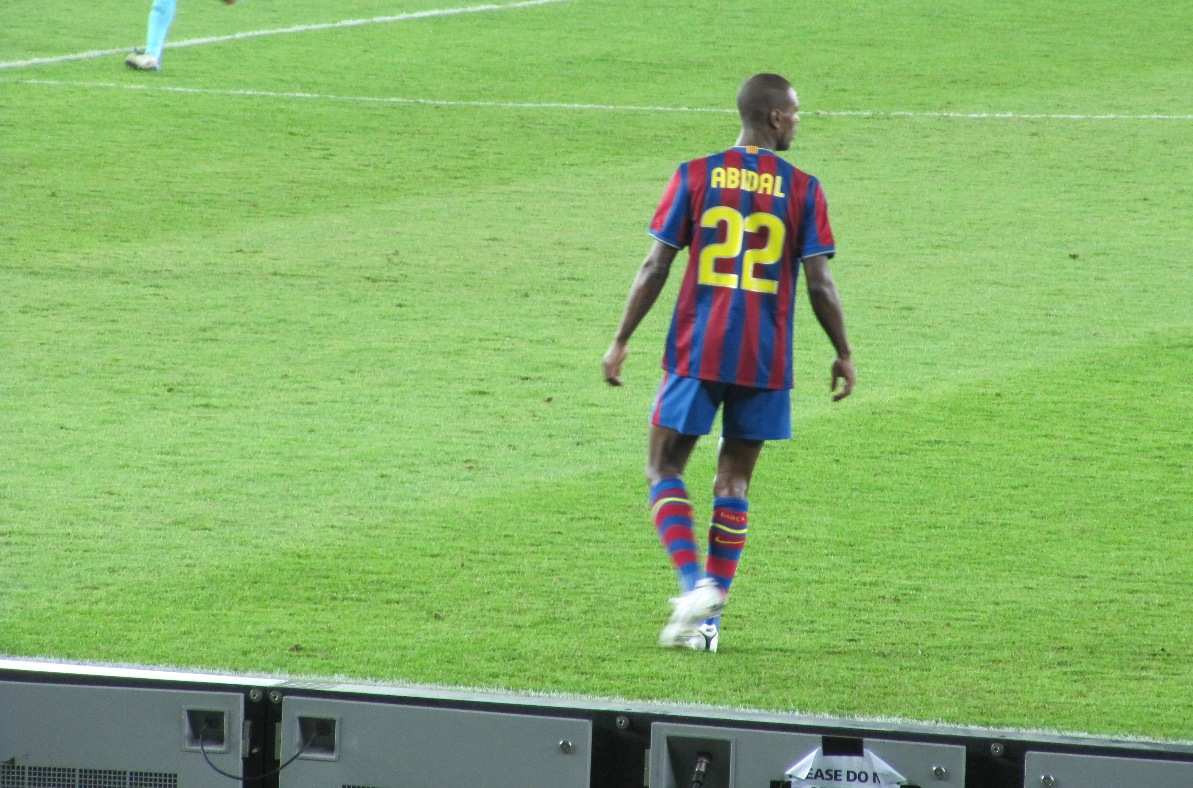
Éric Abidal em uma partida pelo Barcelona.

### Barcelona
Contratado junto ao Lyon, se destacou no clube francês que se tornaria heptacampeão entre as temporadas de 2001 a 2008, faturando em sua passagem por cinco vezes seguidas o Campeonato Francês e quatro Supercopa da França.
Em 2007 chega para assumir a titularidade, por ser um jogador muito versátil no elenco do Barcelona, ganha destaque atuando como quarto-zagueiro, ou até mesmo pela lateral esquerda. Conquistou diversos títulos com a camisa azulgrená, em destaque quatro títulos do Campeonato Espanhol, duas Liga dos Campeões da UEFA, uma Copa do Mundo de Clubes da FIFA, entre outros.
No dia 30 de Maio de 2013, anuncia sua saída após seis anos de serviços prestados ao clube.
| “ | Eu tinha dois objetivos: primeiro, lutar para ver minhas filhas crescerem. Segundo, voltar a jogar. | ” |

#### Doença e Recuperação
No dia 15 de Março de 2011, foi revelado que Abidal estava com um tumor no fígado e sofreu intervenção cirúrgica.
Em agosto de 2011, sua volta foi triunfal, Abidal se recupera da cirurgia e retorna ao time titular na fase final da Liga dos Campeões da UEFA, como capitão do time. Vencida pelo Barcelona por 3-1 contra o Manchester United, da Inglaterra. Erguendo assim um dos títulos mais importantes da sua carreira, com a braçadeira de capitão.
Porém, em março de 2012, o tumor progride em um estado mais avançado, Abidal ficaria um ano afastado do time, após uma cirurgia de transplante de fígado. Volta aos treinamentos somente em dezembro do mesmo ano. Fez apenas quatro jogos na sua última temporada pelo clube catalão.

"O número na esquerda representa quantas vezes eu tive câncer. O número da direita representa quantas vezes eu venci."— Abidal sobre o número 22, que usou após as recuperações.

### Monaco
Após uma emocionante despedida do Barcelona, Abidal é contratado pelo Monaco por um ano.

### Olympiacos
Acertou, na temporada 2014-15 18-19, com o Olympiacos.

### Seleção Francesa
Disputou a Copa do Mundo FIFA de 2006 e foi um dos zagueiros titulares da Seleção Francesa de Futebol que disputou a Copa do Mundo FIFA de 2010, sendo eliminada ainda na fase de grupos.

## Títulos
Monaco
- Campeonato Francês: 1999-2000
- Supercopa da França: 2000

Lille
- Copa Intertoto da UEFA: 2004

Lyon
- Campeonato Francês: 2004-2005, 2005-2006, 2006-2007, 2007-2008
- Supercopa da França: 2004, 2005, 2006, 2007

Barcelona
- Campeonato Espanhol: 2008-2009, 2009-2010, 2010-2011, 2012–13
- Liga dos Campeões da UEFA: 2008-2009, 2010-2011
- Copa do Mundo de Clubes da FIFA: 2009 e 2011
- Supercopa Europeia: 2009, 2011
- Copa do Rei da Espanha: 2008-2009, 2011-12
- Supercopa da Espanha: 2009, 2010, 2011
- Troféu Joan Gamper: 2007, 2008, 2010, 2011
- Copa Audi: 2011

### Individuais
- Time do Ano da UEFA: 2007
- Prêmios LFP: 2010-2011